# 호르몬

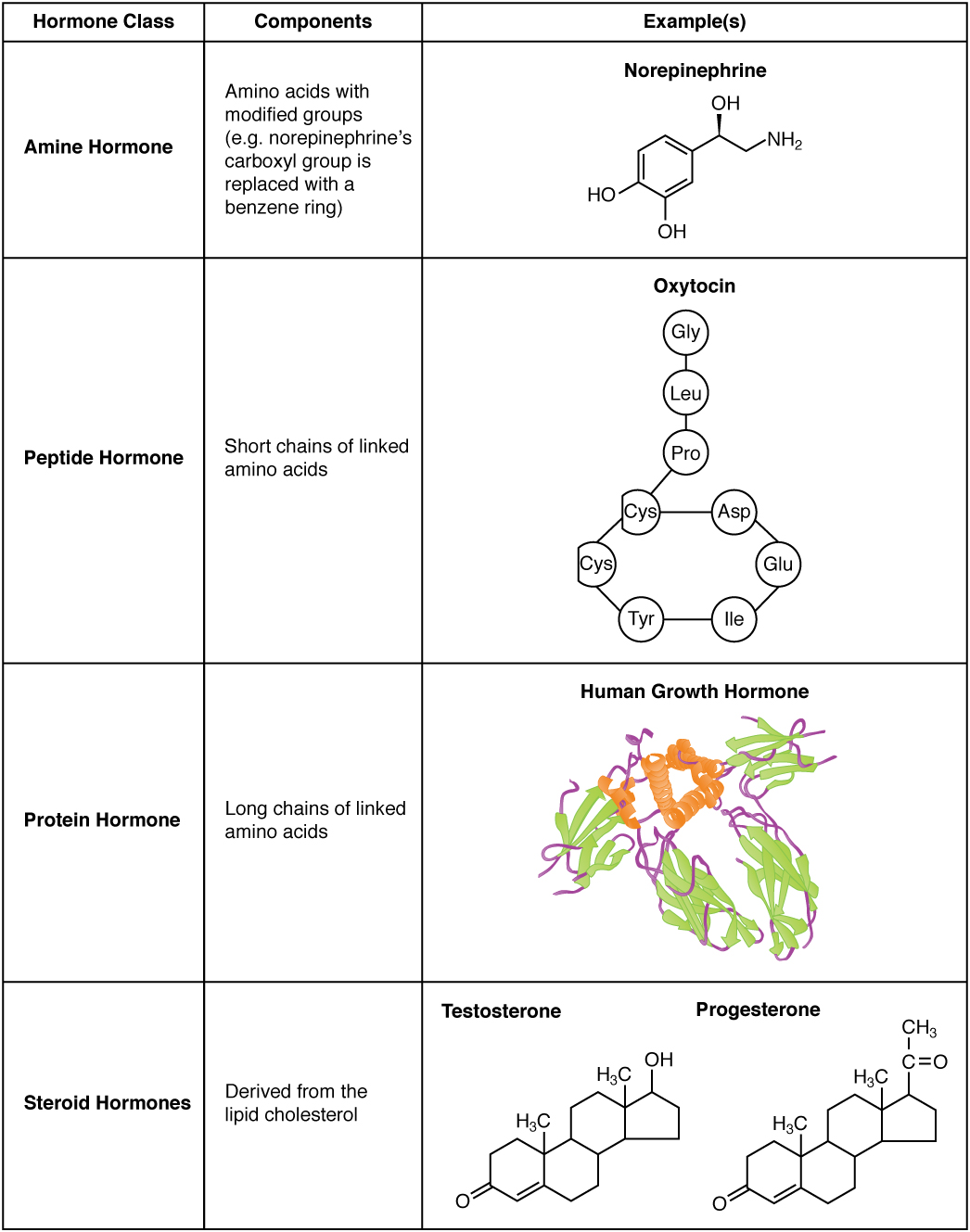
여러 종류의 호르몬.

아드레날린호르몬의 분자식

호르몬(hormone)은 일반적으로 신체의 내분비기관에서 생성되는 화학물질들을 통틀어 일컫는다. 신경전달물질과 본질적으로는 다르지 않지만 중추신경계를 주요이동경로로 하는 신경전달물질에 비해서 보다 광범위한 내분비기관에서 분비되어 혈액을 통해 넓은 범위에 비교적 오랜시간동안 작용하는 물질을 일컬어 호르몬이라 지칭한다. 이동시간에서도 차이가 있다. 여러 내분비기관에서 만들어진 호르몬은 혈관을 거쳐 신체의 여러 기관으로 운반되어 그곳에서 각각의 호르몬이 지닌 기능을 발휘하게 된다. 특히 물질대사와 생식, 그리고 세포의 증식에 호르몬이 직접적으로 관계하는 것으로 알려져 있다. 후에 다른 개체에 대하여 작용하는 페로몬의 개념도 호르몬에 포함되었다. 이외에도 식물호르몬, 화학적으로 합성된 호르몬도 총칭한다. 이론상으로 볼 때 모든 생물은 생식과 성장을 위한 호르몬을 필요로 하며 또한 이를 생산한다. 그러나 척추동물에게 특유한 호르몬으로는 갑상선 그리고 성호르몬(sex hormone)을 손꼽을 수 있다.

## 분류

### 성분중심 분류
- 단백질을 주요 성분으로 하는 뇌하수체 호르몬
- 스테로이드 호르몬
  - 성호르몬
  - 부신피질 호르몬
- 티록신을 주요 성분으로 하는 갑상선 호르몬

### 분비기관중심 분류
- 뇌하수체 호르몬: 샘자극호르몬(갑상선자극호르몬(TSH), 부신피질자극호르몬(ACTH)), 여포자극호르몬(FSH), 황체형성호르몬(LH)), 생장호르몬, 프로락틴, 엔돌핀, 엔케팔린
- 송과선 호르몬: 멜라토닌
- 갑상선 호르몬: 티록신, 3,5,3'-트라이아이오도티로닌
- 부갑상선 호르몬: 파라토르몬
- 흉선 호르몬
- 부신 호르몬: 스테로이드 호르몬(코르티솔, 알도스테론, 안드로겐), 키테골아민(에피네프린, 노르에피네프린)
- 방절 호르몬
- 이자 호르몬: 랑게르한스섬호르몬(글루카곤, 인슐린, 소마토스타틴)
- 난소 호르몬: 에스트로겐
- 태반 호르몬: 인간 융모성 성선자극호르몬
- 난포 호르몬

### 대상중심 분류
- 호르몬: 신체 내부를 대상
- 페로몬: 같은 종의 다른 개체를 대상

### 사용하는 생물계를 중심으로 분류
- 동물호르몬
- 식물호르몬

### 자연발생, 인공발생 중심 분류
- 호르몬
- 환경호르몬

## 작동원리
대부분의 호르몬은 세포 내 또는 막 단백질에 위치한 수용체 단백질과 결합하여 세포 반응을 유도한다. 한 세포가 같은 호르몬에 대한 여러 종류의 수용체를 가져 각각의 수용체마다 다른 신호전달 경로를 통해 다른 세포 반응을 유도하는 경우도 있다. 반대로 한 세포에서 다른 여러 종류의 호르몬들이 같은 신호전달경로를 활성화시켜 같은 세포 반응을 유도하기도 한다.
단백질계 호르몬의 수용체는 세포 표면의 세포막에 위치해 있다. 호르몬과 수용체가 결합하면, 세포질 내에서 인산화반응, 또는 인산기의 분해가 일어나 고리모양 AMP와 같은 2차 신호 전달 물질들을 형성한다. 2차 신호 전달 물질은 이온 통로의 투과성을 변화시키거나 세포내 분자의 농도를 증가시키는 등의 세포 반응을 유도한다.
스테로이드 호르몬이나 갑상선 호르몬의 수용체는 표적 세포내의 세포질에 위치하고 있다. 따라서 이 호르몬들이 수용체와 결합하려면 반드시 세포막을 통과해야 하는데, 이 호르몬들은 지용성이기 때문에 인지질로 구성된 세포막을 통과할 수 있는 것이다. 그러고 나서, 호르몬이 수용체와 결합하여 만든 호르몬-수용체 복합체는 핵막을 통과하여 세포핵속으로 들어가 특정 염기서열에 부착, 유전자를 발현시켜 원하는 단백질이 생체 내에서 합성되도록 한다.
 그러나, 어떤 스테로이드 호르몬의 수용체는 세포질이 아닌 세포막에 위치하기도 한다.

## 중요한 인간호르몬
다음은 방출 호르몬을 그 주축으로 하는 주요 인간 호르몬 및 신경전달물질들의 목록을 표로 정리한 것이다.
| 종류           | 호르몬의 명칭                           | 약자         | 분비되는 조직          | 분비되는 세포        | 기능 방법         | 기능 |
| 단백질         | 멜라토닌                                |              | 송과선                 | 송과체세포           |                   | 산화방지, 졸리게 만듦 |
| 단백질         | 세로토닌                                | 5-HT         | 중추신경계통, 소화계통 | 장크롬친화세포       |                   | 감정, 식욕, 잠 조절 |
| 단백질         | 티록신 (갑상선 호르몬)                  | T4           | 갑상선                 | 갑상선 상피 세포     | 직접              | 기초대사율 증진, 카테콜아민에 대한 민감성 증가, 단백질 합성에 영향 |
| 단백질         | 트리요오드티로닌 (갑상선호르몬)         | T3           | 갑상선                 | 갑상선 상피 세포     | 직접              | 기초대사율 증진, 카테콜아민에 대한 민감성 증가, 단백질 합성에 영향. 티록신보다 강력한 효과. |
| 단백질         | 에피네프린 (아드레날린)                 | EPI          | 부신 수질              | 크롬친화세포         |                   | 싸움 혹은 도망 상황(Fight-or-flight response): 뇌와 근육에 산소 및 글루코오스 공급 촉진 (심장 박동수와 심박출량 증가, 혈관확장, 간에서 글리코겐 효소 분비 촉진, 지방 세포에서 지질 분해) 동공 확대 소화작용과 같이 비교적 급하지 않은 신체 반응을 억제 면역계 억제 |
| 단백질         | 노르에피네프린 (노르아드레날린)         | NRE          | 부신 수질              | 크롬친화세포         |                   | 싸움 혹은 도망 상황(Fight-or-flight response): 뇌와 근육에 산소 및 글루코오스 공급 촉진 (심장 박동수와 심박출량 증가, 혈관확장, 간에서 글리코겐 효소 분비 촉진, 지방 세포에서 지질 분해) 골격근 준비성 증가.                                                       |
| 단백질         | 도파민 (프로락틴 억제 호르몬)           | DPM, PIH, DA | 신장, 시상하부         | 신장의 크롬친화세포  |                   | 심장 박동수 및 혈압 증가 뇌하수체전엽호르몬 중 갑상선 자극 호르몬 방출 호르몬(TRH)과 프로락틴 분비 억제 |
| 단백질         | 항뮐러리안호르몬 (뮐러리안 억제 호르몬) | AMH          | 정소                   | 세르톨리 세포        |                   | 뇌하수체전엽호르몬 중 갑상선 자극 호르몬 방출 호르몬(TRH)과 프로락틴 분비 억제 |
| 단백질         | 아디포넥틴                              | Acrp30       | 지방조직               |                      |                   | |
| 단백질         | 부신피질자극호르몬                      | ACTH         | 뇌하수체 전엽          | 코르티코트로프성세포 | cAMP              | 부신피질에서 코르티코이드(당질코르티코이드, 안드로겐) 합성 촉진 |
| 단백질         | 항이뇨호르몬 (바소프레신)               | ADH          | 뇌하수체 후엽          |                      | 다양함            | 신장에서 수분 재흡수 촉진 혈관수축 뇌하수체 전엽에서 부신피질자극호르몬(ACTH) 분비 촉진 |
| 단백질         | 칼시토닌                                | CT           | 갑상선                 | parafollicular cell  | cAMP              | 혈중 Ca2+농도 감소, 뼈에 칼슘 저장 |
| 단백질         | 콜레시스토키닌                          | CCK          | 십이지장               |                      |                   | 이자의 소화효소 방출 촉진 쓸개에서 담즙분비 촉진 배고픔 억제 |
| 단백질         | 부신피질자극호르몬방출호르몬            | CRH          | 시상하부               |                      | cAMP              | 뇌하수체 전엽에서 부신피질자극호르몬(ACTH) 분비 촉진 |
| 단백질         | 여포자극호르몬                          | FSH          | 뇌하수체 전엽          |                      | cAMP              | 여성: 난소에서 그라프 여포가 성숙되도록 함. 남성: 정자형성, 정소의 세르톨리 세포에서 안드로겐 결합 단백질 생산 촉진. |
| 단백질         | 가스트린                                | GRP          | 위, 십이지장           | G 세포               |                   | 위벽세포에서 위산 분비 촉진 |
| 단백질         | 그렐린                                  |              | 위                     | P/D1 세포            |                   | 식욕 촉진, 뇌하수체 전엽에서 성장호르몬 분비 촉진 |
| 단백질         | 글루카곤                                | GCG          | 이자                   | 알파 세포            | cAMP              | 간에서 글리코겐분해 및 포도당 신생합성을 해서 혈당을 높인다 |
| 단백질         | 성장호르몬방출호르몬                    | GHRH         | 시상하부               |                      | IP3               | 뇌하수체 전엽에서 성장호르몬 분비 촉진 |
| 단백질         | 인간 융모성 성선자극호르몬              | hCG          | 태반                   | 합포체영양세포       | cAMP              | 임신 초기 황체 유지 태아에 대한 면역반응 억제 |
| 단백질         | 성장 호르몬                             | GH, hGH      | 뇌하수체 전엽          | 성장자극세포         |                   | 성장 및 세포분열 촉진 간에서 IGF-1(Insulin-like growth factor 1) 분비 촉진 |
| 단백질         | 인슐린                                  | INS          | 이자                   | 베타 세포            | 티로신 인산화효소 | 포도당 흡수, 글리코겐 합성, 간과 근육의 해당작용 촉진, 결과적으로 혈당량 감소 |
| 단백질         | 황체형성호르몬                          | LH           | 뇌하수체 전엽          |                      | cAMP              | 여성: 배란 남성: 라히디히 세포의 정자 세포 생산 촉진 |
| 단백질         | 파라토르몬                              | PTH          | 부갑상선               |                      | cAMP              | 혈중 Ca2+농도 증가: - 용골세포 자극 (간접적 효과) - 신장에서 Ca2+ 재흡수 촉진 - 비타민 D 활성화 혈중 인농도 (다소) 감소: - 신장에서 인 재흡수 억제, 뼈에서 인 방출 - 비타민 D 활성화                                                                               |
| 단백질         | 프로락틴                                | PRL          | 뇌하수체 전엽, 자궁    |                      |                   | 젖샘의 모유생산 촉진 |
| 단백질         | 세크레틴                                | SCT          | 십이지장               | S 세포               |                   | 간의 중탄산염 분비 촉진, 이자와 십이지장의 브루너 샘 콜레시스토키닌의 기능 강화 위액 분비 억제 |
| 단백질         | 갑상선자극호르몬                        | TSH          | 뇌하수체 전엽          | 갑상선 자극 세포     | cAMP              | 티록신(T4)과 트리요오드티로닌(T3) 분비 촉진 |
| 단백질         | 갑상선자극호르몬방출호르몬              | TRH          | 시상하부               |                      | IP3               | 갑상선 자극 호르몬 분비 촉진(주된 기능) 프로락틴 분비 촉진 |
| 스테로이드     | 코티솔                                  |              | 부신 피질              |                      | 직접              | 글루코오스 합성 촉진 근육과 지방 조직에서 포도당 흡수 유발 지방 조직의 지방 분해 촉진 염증 완화와 면역 억제 |
| 스테로이드     | 알도스테론                              |              | 부신 피질              |                      | 직접              | 신장에서 나트륨 재흡수 촉진 신장에서 칼륨과 H+ 분비 촉진 |
| 에이코사노이드 | 프로스타글란딘                          | PG           | 정낭                   |                      |                   | |
| 에이코사노이드 | 류코트린                                | LT           |                        | 백혈구               |                   | |
| 단백질         | 프로락틴 방출 호르몬                    | PRH          | 시상하부               |                      |                   | 뇌하수체 전엽의 프로락틴 분비 촉진 |
| 단백질         | 리포트로핀                              | PRH          | 뇌하수체 전엽          | 부신피질자극세포     |                   | 지방분해와 스테로이드 합성, 멜라닌 세포가 멜라닌을 생산하도록 자극 |
| 단백질         | 히스타민                                |              | 위                     | ECL 세포             |                   | 위산 분비 촉진 |
|                | 엔도텔린                                |              | 위                     | X 세포               |                   | 위의 평활근 수축 |

## 같이 보기
- 신경전달물질
- 사이토카인